# 브리트니 커런

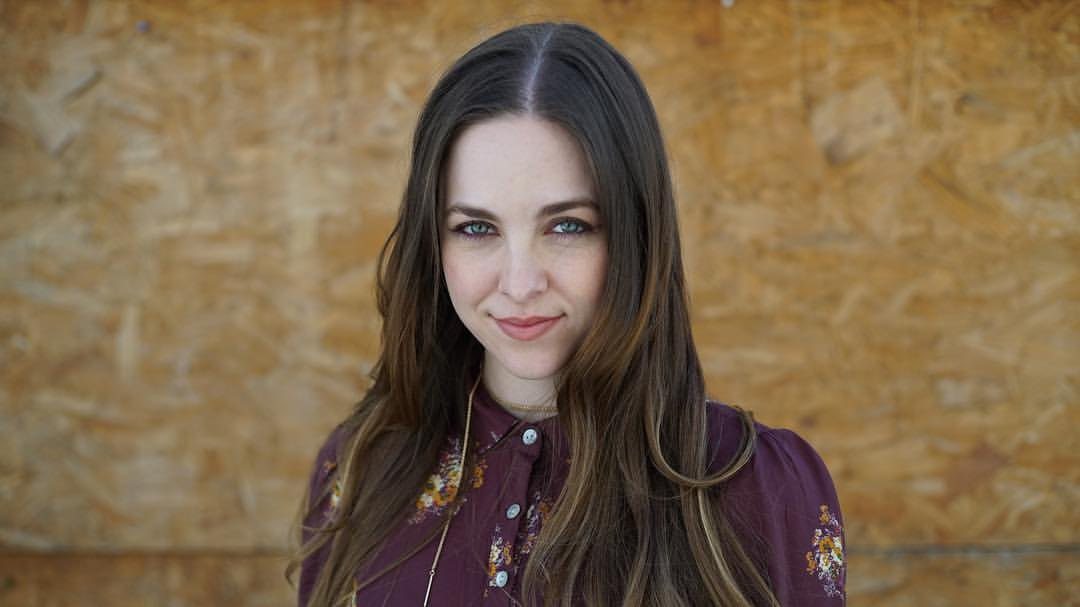

브리트니 커런(영어: Brittany Curran, 1990년 6월 2일 ~ )은 미국의 배우이다.
웨이머스에서 태어났다.

## 출연 작품
- 맨 프럼 어스2: 홀로신 (2017년) - 타라 역
- 더블 대디 (2015년)
- 엑소시즘: 죽음의 소리 (2015년) - 레인 역
- 캠퍼스 오바마 전쟁 (2014년) - 소피 플레처 역
- 캡쳐드 (2013년) - 줄리 역
- 멘 오브 어 서튼 에이지 (2009년)
- 리걸리 브론디스 (2009년)
- 어드벤처 오브 푸드 보이 (2008, The Adventures of Food Boy)
- 더 혼팅 아워: 돈 씽크 어바웃 잇 (2007년) - 프리실라 역
- 아키라 앤 더 비 (2006년)
- 고 피겨 (2005년)
- 잭과 코디, 우리집은 호텔 스위트 룸 (2005년)
- 드레이크와 조시 (2004년)
- 완벽한 그녀에게 딱 한가지 없는 것 (2004년)
- 더 매지션스 시즌2
- 트위스티드